# ポプラト

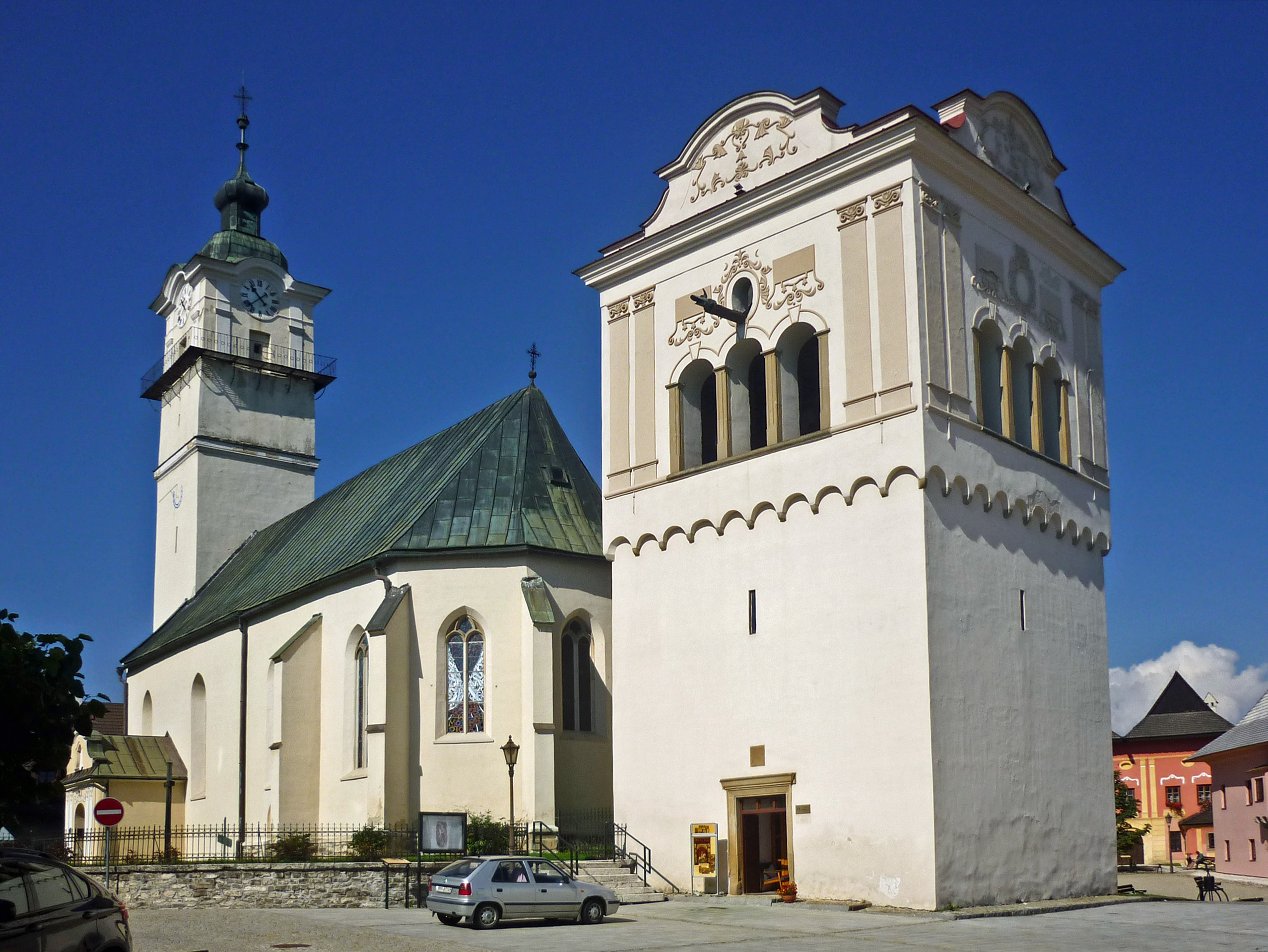
ポプラドの教会

ポプラト （スロバキア語：Poprad [ˈpɔprat]  発音、ドイツ語：Deutschendorf、ハンガリー語：Poprád) は、スロバキアプレショウ県の都市。

## 歴史
かつて2006年冬季オリンピックの開催地候補に名乗りを上げ招致活動を行っていたが、投票の末落選、開催地はイタリアのトリノに決まっている。

## 地理
ポプラトは標高672メートル地点にあり、面積は63平方キロメートルである。

## 統計
ポプラトは2007年12月の調査で54,931人の人口がある。2001年調査によれば、人口の94.1%がスロバキア人、2.1%がロマ人、1.0%がチェコ人、0.2%がハンガリー人、0.2%がドイツ人、0.1%がルシン人、0.1%がウクライナ人、0.1%がポーランド人である。信仰は、65.9%がカトリック教会、16.8%が無宗教、8.9%が東方典礼カトリック教会、7.3%がルーテル教会である。

## 観光
- ドブシンスカ氷穴（英語: Dobšinská Ice Cave）

## 姉妹都市
- ウースチー・ナド・オルリツィー（英語版）、チェコ
- ザコパネ、ポーランド
- ヴィソケー・タトリ（英語版）、スロバキア
- サルヴァシュ（英語版）、ハンガリー
- ズウェインドレフト（英語版）、オランダ
- オミシュ（英語版）、クロアチア
- 泰安市、中国

## 著名な出身者
- ダニエラ・ハンチュコバ - テニス選手
- チボル・セケリ - 作家

## 参照
1. 1 2  “Municipal Statistics”.   Statistical Office of the Slovak republic. 2008年2月6日閲覧。